# Semidalis meridionalis
Semidalis meridionalis är en insektsart som beskrevs av Douglas E. Kimmins 1935. Semidalis meridionalis ingår i släktet Semidalis och familjen vaxsländor. Inga underarter finns listade i Catalogue of Life.